# Erika Mitterer
Erika Mitterer (* 30. März 1906 in Wien; † 14. Oktober 2001 in Wien) war eine österreichische Schriftstellerin. Sie hat sich als Epikerin, Lyrikerin, Dramatikerin und engagierte Leserbriefschreiberin mit den sozialen, gesellschaftlichen und politischen Entwicklungen ihrer Zeit auseinandergesetzt. Als wichtige Vertreterin der Literatur der inneren Emigration leistete sie in ihren Werken als eine der ersten Schriftstellerinnen Österreichs „Vergangenheitsbewältigung“.

## Leben

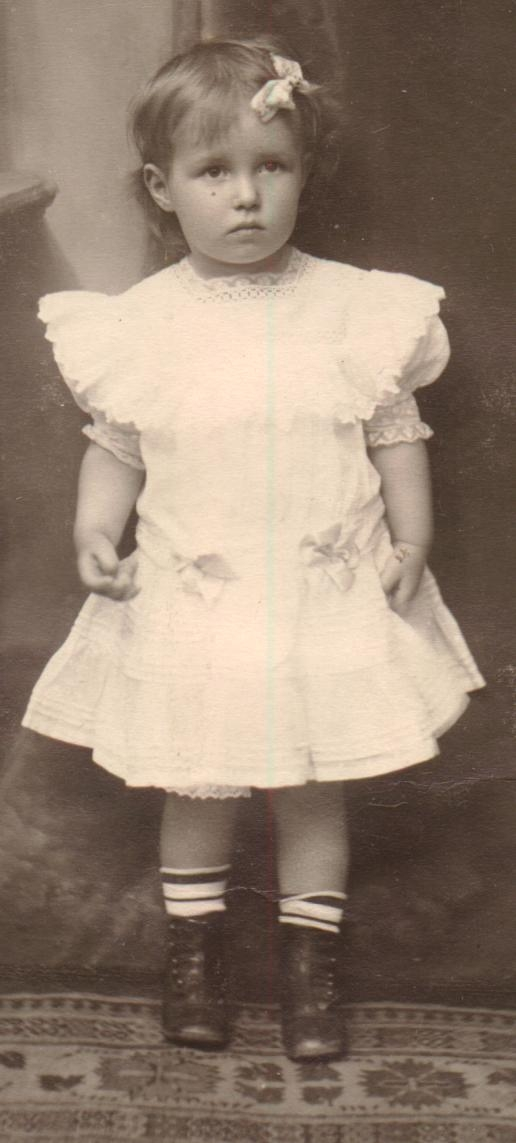
Erika Mitterer als Kind

### Kindheit und Jugend (1906–1926)
Erika Mitterer wurde am 30. März 1906 im 13. Wiener Gemeindebezirk in seinem damaligen Umfang geboren. Ihre Eltern waren Antonie (geb. Loeb, aus Westfalen, Deutschland) und Rudolf Mitterer (Architekt und Bahnbeamter, aus Niederösterreich); das Wohnhaus der Familie in der Einwanggasse 19 zählt seit 1938 zum 14. Bezirk, da es nördlich des Wienflusses liegt. Sie besuchte die Volks- und Bürgerschule der Lehrerinnenbildungsanstalt und das private Mädchenlyzeum Luithlen. Zu dieser Zeit schon beschäftigte sie sich intensiv mit der Weltliteratur. Besonders Goethe und „die Russen“ (Tolstoi und Dostojewski) beeindruckten das junge Mädchen.
Sie fasste schließlich den Entschluss, einen Sozialberuf (Fürsorgerin) zu ergreifen, und absolvierte ab 1924 Fachkurse für „Volkspflege“ bei Ilse Arlt.
Im Mai 1924 begann der Briefwechsel in Gedichten mit Rainer Maria Rilke, eine ihrer später populärsten Publikationen. Im folgenden Jahr reiste Erika Mitterer nach Italien und im November besuchte sie Rilke in Muzot.

### Tätigkeit als Fürsorgerin (1926–1930)

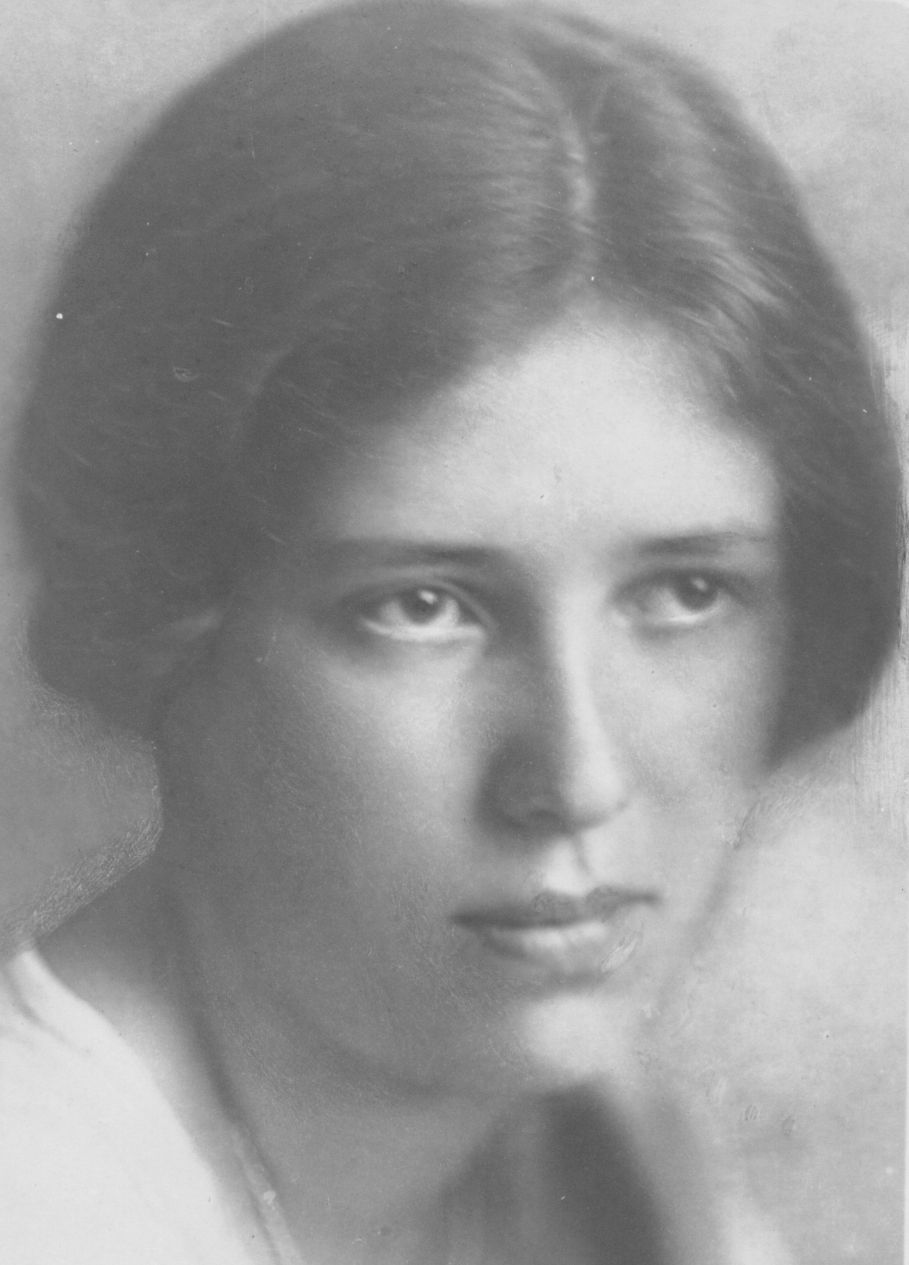
Erika Mitterer circa 1923

Ab 1926 arbeitete Erika Mitterer als Fürsorgerin in verschiedenen Bundesländern Österreichs. 1927 reiste sie nach Deutschland (Frankfurt, Heidelberg), wo sie zahlreiche Künstler und Schriftsteller kennenlernte und Freundschaften schloss: Hans Carossa, Friedrich Gundolf, Theodor Däubler. Sie besuchte Stefan Zweig in Salzburg, und wurde durch ihn mit Felix Braun bekannt. Sie übersetzte Gedichte der Comtesse de Noailles ins Deutsche; 1928 war sie als Ersatz-Übersetzerin beim internationalen Sozialarbeiterkongress in Paris tätig. In diesem Jahr wurde sie als Fürsorgerin im Burgenland angestellt. Sie unterhielt intensive Kontakte mit dem Ehepaar Käthe Braun-Prager und Hans Prager sowie mit Ernst Lissauer.
Ihr erstes Werk, der Gedichtband Dank des Lebens, wurde 1929 veröffentlicht. 1930 begegnete die junge Schriftstellerin Ricarda Huch und Lou Andreas-Salomé in Berlin. Sie befreundete sich mit Theodor Kramer und Ernst Scheibelreiter. In diesem Jahr starb ihre Mutter und Erika Mitterer gab ihre Berufspläne auf, um den Haushalt des Vaters zu führen und sich mehr auf das Schreiben zu konzentrieren.

### Intensive schriftstellerische Arbeit (1931–1939)
1931 reiste Erika Mitterer erneut viel, unter anderem in die Schweiz und nach Süditalien. Sie traf Paula von Preradović und Hans Leifhelm und besuchte Hans Carossa in Seestetten. 1933 erschien ihre Erzählung Höhensonne, ein Werk, das von ihren Erfahrungen aus ihrer beruflichen Tätigkeit als Fürsorgerin beeinflusst wurde.
1934 arbeitete sie als Aushilfs-Fürsorgerin im Mühlviertel in Oberösterreich. Sie vollendete ihren ersten großen Roman Wir sind allein, der aus ideologischen Gründen erst nach dem Zweiten Weltkrieg (1945) erscheinen konnte, und begann den Roman Der Fürst der Welt. 1934 und 1935 reiste sie nach Griechenland; aus den dort gesammelten Erfahrungen ging Kehr nie zurück – Griechische Gedichte hervor. 1937 heiratete sie Dr. Fritz Petrowsky. Ein Jahr später wurde Tochter Christiane als erstes von drei Kindern geboren.

### Zur Zeit des Zweiten Weltkriegs (1939–1945)

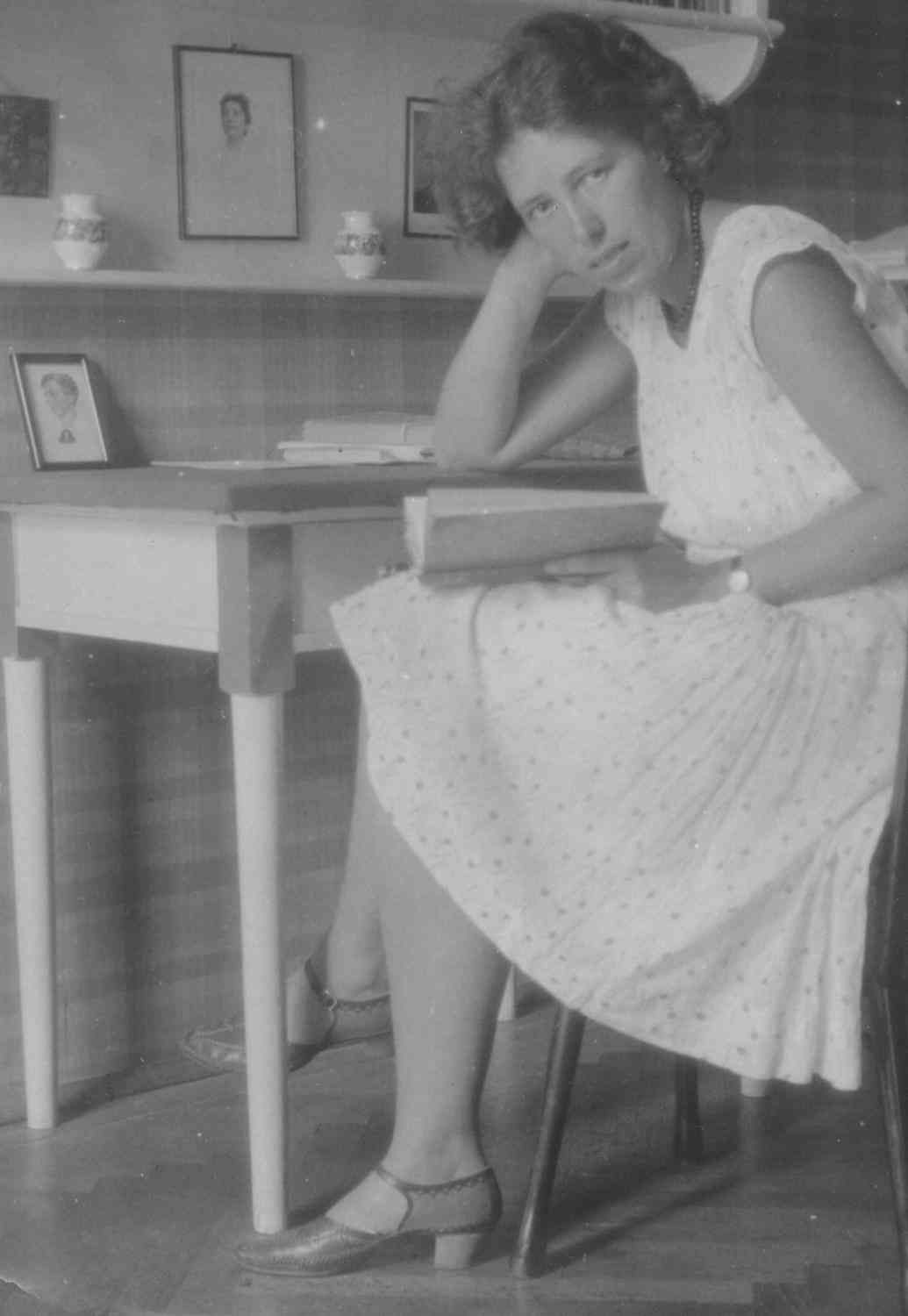
Erika Mitterer circa 1930

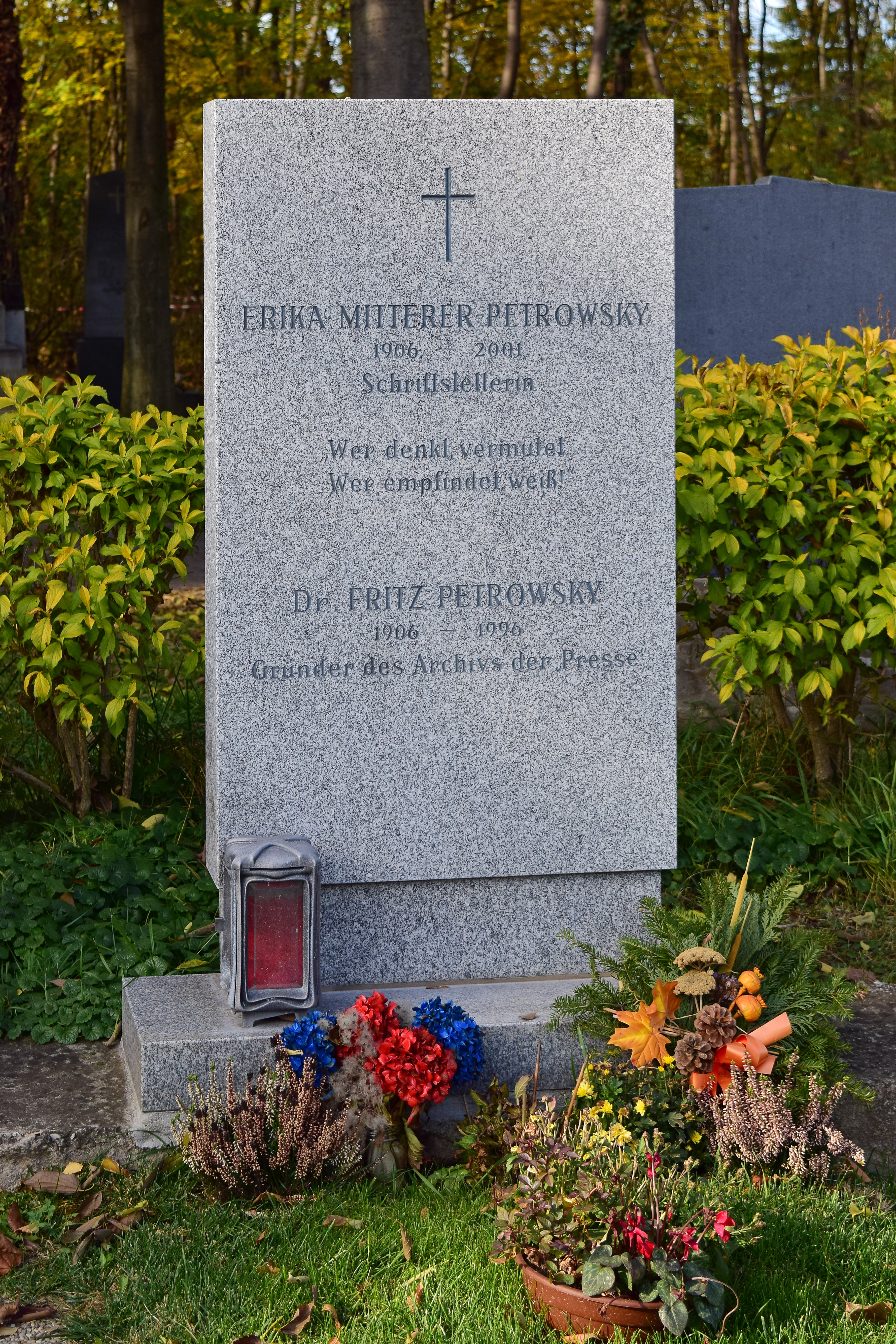
Grabstätte von Erika Mitterer

Während 1938 viele Freunde der Schriftstellerin Österreich verließen, überlegte auch sie, mit der Familie nach Brasilien zu emigrieren. Da Erika Mitterers Mann dort aber nicht arbeiten hätte können (er war Jurist), verwarfen sie diesen Gedanken und blieben in Wien. Im gleichen Jahr vollendete Erika Mitterer ihren Roman Der Fürst der Welt, der 1940 erschien. Dieses Werk, in dem die Autorin verdeckt Kritik am NS-Regime übt, gilt als ein Paradebeispiel für die Literatur der Inneren Emigration. 1941 erschien Erika Mitterers Erzählung Begegnung im Süden, 1942 die Erzählung Die Seherin. In diesem Jahr wurde das zweite Kind, Martin, geboren. 1944 wurden in der Wiener Wohnung Erika Mitterers Bombenopfer „zwangseinquartiert“; die Schriftstellerin verbrachte den Winter mit ihren zwei kleinen Kindern im Sommerhaus in Kritzendorf nahe Wien.

### Nachkriegsjahre (1945–1954)
Während der Befreiung Wiens im Jahre 1945 knüpfte Erika Mitterer erste Kontakte mit Oskar Maurus Fontana zwecks Wiedergründung des österreichischen Schriftstellerverbands. Ihr Mann Fritz Petrowsky arbeitete an der Seite von Ernst Molden an der Neugründung der Tageszeitung „Die Presse“. Erika Mitterer nahm den Kontakt mit vielen emigrierten Freunden wieder auf und befreundete sich mit der Tänzerin Grete Wiesenthal. 1946 wurden die Zwölf Gedichte 1933–1945 veröffentlicht. 1947 wurde Sohn Stefan geboren.
Im folgenden Jahr erhielt Erika Mitterer den Preis der Stadt Wien für Literatur.
1950 erschien der Briefwechsel in Gedichten mit Erika Mitterer aus dem Nachlass von Rainer Maria Rilke, mit nur jenen Erika-Mitterer-Gedichten, die für das Verständnis der Rilke-Gedichte notwendig waren. Der komplette Briefwechsel wurde 2001 erstmals im Gesamten lyrischen Werk (Edition Doppelpunkt, Wien) veröffentlicht. 1951 wurde Erika Mitterers Roman Die nackte Wahrheit veröffentlicht. Die Schriftstellerin begann die Freundschaft mit Wilhelm und Imma von Bodmershof. 1953 erschienen der Mädchenroman Kleine Damengröße und die Erzählung Wasser des Lebens. 1954 verstarb Erika Mitterers Vater.

### Beschäftigung mit dem Drama (1954–1962)
Einige Jahre widmete sich die Schriftstellerin nun dem Drama: sie verfasste unter anderem das Volksstück Arme Teufel 1954 (im Oktober 2005 in der „Freien Bühne Wieden“ in Wien uraufgeführt), bei dem es sich um das einzige, von einer Frau geschriebene Drama aus dem Österreich der Fünfzigerjahre handelt. Zwei Jahre später wurden das Lustspiel Wofür halten Sie mich? und die Tragödie Verdunkelung fertig gestellt. Erika Mitterer war als eine von fünf österreichischen Schriftstellerinnen im Rahmen einer Dichterlesung bei den Wiener Festwochen 1956 vertreten. 1957 begann Erika Mitterers jahrelange Mitarbeit im Internationalen Versöhnungsbund. Im folgenden Jahr wurde ihr Roman Tauschzentrale veröffentlicht. 1959 vollendete die Autorin das Schauspiel Wähle die Welt; 1960 entstand das Drama Ein Bogen Seidenpapier; 1962 war die Tragikomödie Jemand muss sprechen abgeschlossen.
1965 konvertierte Erika Mitterer vom evangelischen Glauben zum Katholizismus, eine Entwicklung, die die drei danach erschienenen Lyrikbände mit vorwiegend religiösen Gedichten bezeugen. Sie nahm am internationalen Friedens-Fasten von Frauen in Rom teil und fing ihre Mitarbeit in der Telefonseelsorge an. Im folgenden Jahr begann Erika Mitterers jahrelanges Engagement für einen jugendlichen Mörder. Sie unternahm 1968 eine Wallfahrt nach Lourdes.

### Die Jahre 1970–2001
Neben dem Literaturpreis der Stadt Wien erhielt Erika Mitterer in den Jahren 1971 bis 1996 zahlreiche österreichische Preise, Ehrungen und Auszeichnungen (siehe unten). 1977 erschien ihr Roman Alle unsere Spiele, für den sie bereits 1971 den Enrica von Handel-Mazzetti-Preis erhalten hatte.
1982 und 1983 bereiste sie die USA im Rahmen einer Vortragsreise.
1984 trat Erika Mitterer aus dem P.E.N.-Club und aus dem Schriftstellerverband aus. Ihrer Ansicht nach hatten sich die beiden Organisationen nicht ausreichend von einer Resolution der IG Autoren distanziert, in der gegen das Aufführungsverbot des als blasphemisch angesehenen Films Das Gespenst von Herbert Achternbusch protestiert wurde. 1987 übersiedelte Erika Mitterer gemeinsam mit ihrem Mann in ein Altersheim. Zu Beginn des Jahres 1996 starb Fritz Petrowsky.
Im Jahr 2000 reaktivierte sie nach klärenden Gesprächen ihre Mitgliedschaften im P.E.N.-Club und im Schriftstellerverband. Die Österreichische Gesellschaft für Literatur veranstaltete 2001 ein zweitägiges Symposium zu Erika Mitterers Lebenswerk.
Am 14. Oktober 2001 verstarb die Schriftstellerin, die zuletzt in einem Heim in Wien 13., Ober-St.-Veit, Veitingergasse 147, gelebt hatte, im Alter von 95 Jahren. Sie wurde im Ehrenhain Gruppe 40 am Wiener Zentralfriedhof beigesetzt. Im Jahr 2002 wurde in Wien-Hietzing (13. Bezirk) der Erika-Mitterer-Weg nach ihr benannt.

## Werküberblick in chronologischer Reihenfolge
Erika Mitterer war eine sehr vielfältige Autorin, die sich als Lyrikerin, Epikerin und Dramatikerin betätigte. In ihrem Werk setzte sie sich künstlerisch mit den politischen und sozialen Entwicklungen des 20. Jahrhunderts auseinander. Sie beschäftigte sich als eine der ersten Schriftstellerinnen mit der NS-Vergangenheit. Ihr Werk ist zugleich auch Ausdruck ihrer Zeit und kann daher als historische Quelle betrachtet werden. Im Folgenden eine Auswahl ihrer bekanntesten Werke.
Ihr Roman Wir sind allein, in dem sie sich mit sozial schlecht gestellten Menschen proletarischer Herkunft beschäftigt und deren bedrückende und ärmliche Lebensumstände schildert, zeugt von der geistig widerständigen Haltung der Autorin gegenüber herrschenden politischen Tendenzen: Sie weigerte sich, das Manuskript zu bearbeiten und die Figur eines sympathischen jüdischen Armenarztes zu ändern, wie es die Zensurbehörden des NS-Regimes forderten. Der bereits 1934 vollendete Roman konnte daher erst 1945 erscheinen. In diesem Werk zeichnet sie ein Bild des gängigen Antisemitismus der Gesellschaft der 1920er Jahre, das sie gleichzeitig verurteilt und bloßstellt. Die Arbeiter-Zeitung schrieb 1945: „Es wäre banausisch, Erika Mitterer und ihr Werk von irgendeinem politisch programmatischen Feldherrnhügel herab ... abzuschätzen. Die Dichterin gehört ... der Gemeinschaft derer an, die es missbilligen, wenn ‚die Toleranz sich nur auf Gleichgesinnte erstreckt‘.“
In dem von ihr als Inquisitionsroman angelegten Werk Der Fürst der Welt (1940) übte Erika Mitterer verdeckt Kritik am NS-Regime. Es gilt als eines der bedeutendsten Werke der Inneren Emigration. Insgesamt arbeitete sie sieben Jahre an diesem großen Werk. Erika Mitterer wählte eine Stadt in Deutschland in der ersten Hälfte des 16. Jahrhunderts als Schauplatz, um anhand einer Analogie der Inquisition und Hexenprozesse zu zeigen, wie es in einer vermeintlich funktionierenden Gesellschaft zur „Machtergreifung des Bösen“ kommen kann. Sie zeichnet ihre Protagonisten und Figuren nicht in schwarz-weiß, sondern diese entziehen sich einer einfachen Zuschreibung von Gut und Böse, was ihre Werke allgemein auszeichnet. Der Fürst der Welt wurde ins Norwegische und Englische übersetzt und konnte 1940 erscheinen, da die Nazis das Werk als feindlich gegenüber der Katholischen Kirche interpretierten. Die aufmerksamen Leser erfassten Erika Mitterers Anliegen sehr wohl. Der österreichische Politiker Dr. Viktor Matejka schrieb nach dem Krieg: „Den nächsten intensiven Kontakt mit Ihrer Literatur hatte ich im KZ Dachau. Ihr ‚Fürst der Welt‘ war für mich und meine Freunde eine Art gezielter Widerstand.“ Im Zuge der Veröffentlichung des Romans in Norwegen publizierte ein Literaturkritiker im Jahre 1942 seine Erkenntnis, dass das Werk eigentlich eine Schilderung der Zustände im Hitlerreich bezeichne, worauf die Zensurbehörde die Papierzuteilung sofort unterband. In der Zeitung „Nationen“ (Oslo) war 1942 zu lesen: „Das Buch kann einen lehren, dass sich das Mittelalter auf verschiedenen Breitegraden verschieden äußern konnte, aber auch, dass es sich in Zeit und Raum sehr lange erstreckt.“ Erika Mitterer wurde glücklicherweise nicht belangt und es gelang ihr mit diesem Roman der Durchbruch. Felix Braun schrieb an Erika Mitterer: „Viel hatte ich erwartet ..., aber nicht eine so großartige, herrliche Schöpfung, die alles überragt, was Deine Zeitgenossen versucht und deine Vorgänger, seit dem 'Witiko', gespendet hatten.“
Erika Mitterer widmete sich in den späten 50er und den 60er Jahren intensiv dem Drama. Die Tragödie Verdunkelung (1956) wurde als einziges ihrer dramatischen Werke zu Lebzeiten uraufgeführt (1958 im „Theater der Courage“, Wien). Erika Mitterer geht in diesem Stück von einer besonders tragischen Grundsituation aus: ein Sohn zwingt seine Mutter vor Gericht zu erklären, dass er nicht der Sohn seines nicht-arischen Vaters ist – eine Situation, die es tatsächlich gegeben hat (der Fall des Dramatikers Arnolt Bronnen). Die erste Fassung der Tragödie wurde wegen der Verssprache kritisiert, worauf Erika Mitterer eine Prosafassung schrieb. Die „Wiener Zeitung“ rezensierte die Uraufführung 1958: „Der hohe sittliche Ernst, der auch die Zwecklüge nicht freispricht, das ethische Feingefühl und die aus manchen der Verknüpfungen sprechende weite Seelenkenntnis zeugen von der großen dichterischen Gabe, die hinter dem Stück steht.“
Weitere Dramen Erika Mitterers sind zum Beispiel Wähle die Welt! (1959), Ein Bogen Seidenpapier (1960, Uraufführung in der „Freie Bühne Wieden“, Wien, 2003) und Arme Teufel (1954, Uraufführung in der „Freien Bühne Wieden“, Wien, 2005).
Nachdem sie 1965 zum Katholizismus konvertiert war, beschäftigte sie sich intensiv mit religiösen Themen und ließ sich auch bei ihren Handlungen von ihrem erstarkten Glauben leiten. Unter dem Eindruck dieser Entwicklung verfasste sie zahlreiche religiöse Gedichte, die unter anderem in Entsühnung des Kain (1974) und Bibelgedichte (1994) erschienen. Imma von Bodmershof sagte über den Gedichtband Entsühnung des Kain: „Ich stehe unter dem Eindruck deiner Gedichte – ihre Echtheit und Spontaneität, ihr Schwung und ihr Mut, das ist alles ganz lebendig gewachsen, ist großzügig und mitreißend.“
1975 verfasste sie den Prolog für das Passionsspiel von Kirchschlag in der Buckligen Welt. Der Prolog „Wir spielen Euch das Spiel von Jesus Christ, weil es noch lange nicht vergangen ist“ wird auch heute noch verwendet.
Für das Manuskript des Romans Alle unsere Spiele erhielt Erika Mitterer 1971 den Enrica von Handel-Mazzetti-Preis. Der Roman sollte jedoch erst 1977 erscheinen, da 26 verschiedene Verlage anscheinend der Ansicht waren, dass das Thema „Vergangenheitsbewältigung“ die Leser nicht interessieren würde. Erika Mitterer wollte mit diesem Werk eine Art „Erinnerungsarbeit“ leisten: Eine Frau (nicht autobiographisch gezeichnet) verfasst einen Brief an ihren jugendlichen Sohn, um seine Herkunft und ihre Verwicklung in das NS-Regime darzulegen und um sich selbst anhand dieser niedergeschriebenen Erinnerungen über ihr Verhalten, dessen Ursachen und Folgen klarer zu werden. Erneut nimmt die Autorin keine Bewertung der Figuren vor und gestaltet diese so, dass dem Leser eindimensionale Beurteilungen verwehrt bleiben. Erika Mitterer thematisiert den Umgang der Romanfiguren mit dem Verschwinden der jüdischen Mitbürger und schildert Rechtfertigungs- und Rationalisierungsstrategien der Mitläufer, die weder zur Zeit der NS-Herrschaft noch nach dem Krieg die „Wahrheit“ zu erkennen vermögen. Die Zeitung „Wochenpresse“ schrieb 1977 über Alle unsere Spiele: „Ein neuer Roman - und gehört zum Besten, was in deutscher Sprache in letzter Zeit geschrieben wurde, und zum wichtigsten auch, weil hier auf unerhörte Weise Vergangenheit bewältigt wird. Exemplarisch, hinreißend.“ Zur Neuauflage des Werkes im Jahr 2001 rezensierte die Nürnberger Zeitung: „Erika Mitterer ist eine Meisterin der Erzählkunst. Die Worte sind einfach, nachvollziehbar, ohne Eitelkeit. Sie lassen ahnen, warum es jederzeit und überall wieder geschehen kann.“

## Auszeichnungen

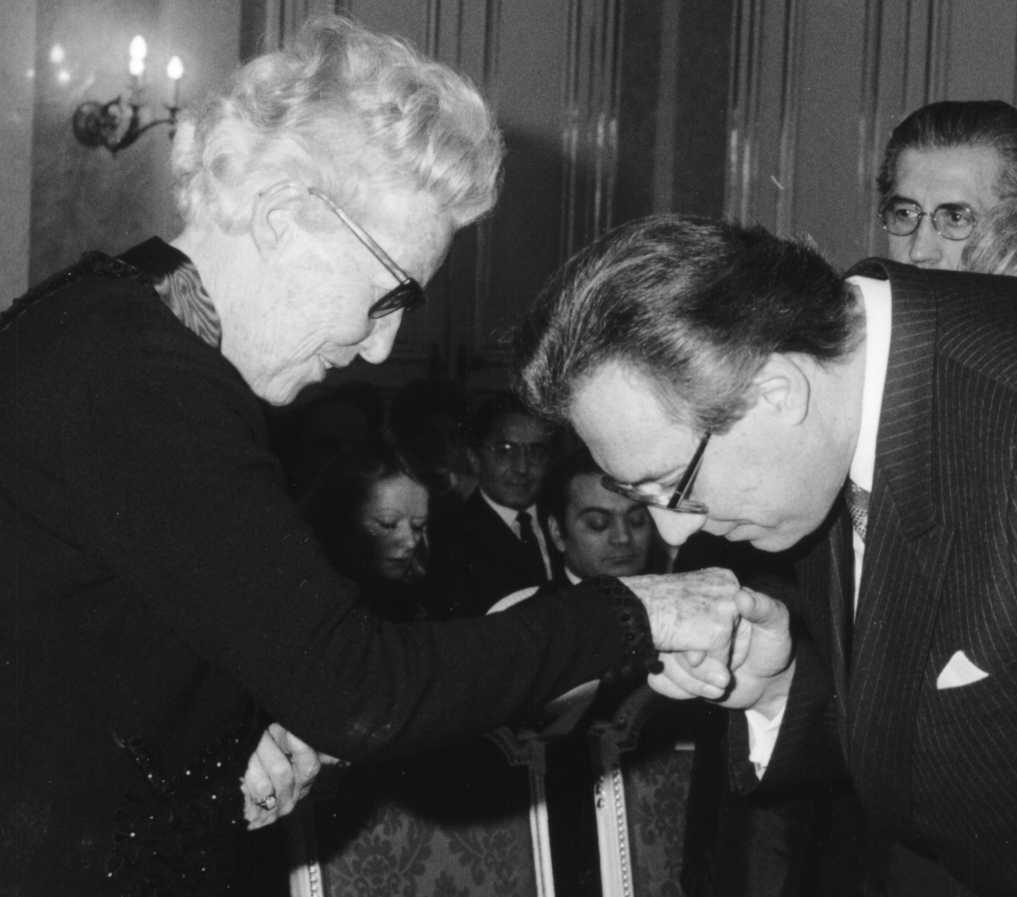
Unterrichtsminister Herbert Moritz ehrte Erika Mitterer 1985 mit dem Ehrenzeichen für Wissenschaft und Kunst

Erika Mitterer wurde für ihr Werk mit einer Vielzahl an Ehrungen und Preisen ausgezeichnet.
- 1930 wurde ihr der privat gestiftete Julius-Reich-Preis verliehen, der während der 1930er Jahre an junge Künstler (Maler und Schriftsteller) vergeben wurde.
- 1948 erhielt Erika Mitterer den Literaturpreis der Stadt Wien, der bis heute von der Stadt Wien für hervorragende Leistungen auf dem Gebiet der Kunst (Dichtkunst) verliehen wird.
- 1971 wurde die Schriftstellerin mit dem Enrica von Handel-Mazzetti-Preis für das Manuskript des Romans Alle unsere Spiele ausgezeichnet.
- 1974 bekam Erika Mitterer das Österreichische Ehrenkreuz für Wissenschaft und Kunst.
- 1978 wurde Erika Mitterer Ehrenmitglied des österreichischen Schriftstellerverbandes.
- 1985 wurde ihr das Österreichische Ehrenzeichen für Wissenschaft und Kunst verliehen und sie wurde in die Kurie für Kunst aufgenommen.
- 1986 erhielt Erika Mitterer die Ehrenmedaille der Bundeshauptstadt Wien in Gold, die „für besondere Verdienste um Wien“ vergeben wird.
- 1992 wurde die Schriftstellerin mit dem Würdigungspreis des Landes Niederösterreich ausgezeichnet.
- 1994 Österreichischer Würdigungspreis für Literatur
- 1996 wurde ihr das Große Goldene Ehrenzeichen mit dem Stern für Verdienste um die Republik Österreich verliehen[1].
- 2002 wurde der Erika-Mitterer-Weg in Wien-Hietzing nach der Autorin benannt.
- 2005 wurde eine Gedenktafel für Erika Mitterer am Haus Rainergasse 3 im vierten Wiener Gemeindebezirk, in dem die Autorin von 1978 bis 1991 lebte, enthüllt.
- 2007 wurde eine Gedenkecke mit dem Original-Arbeitsplatz der Autorin im Dorfmuseum Kritzendorf eingerichtet.

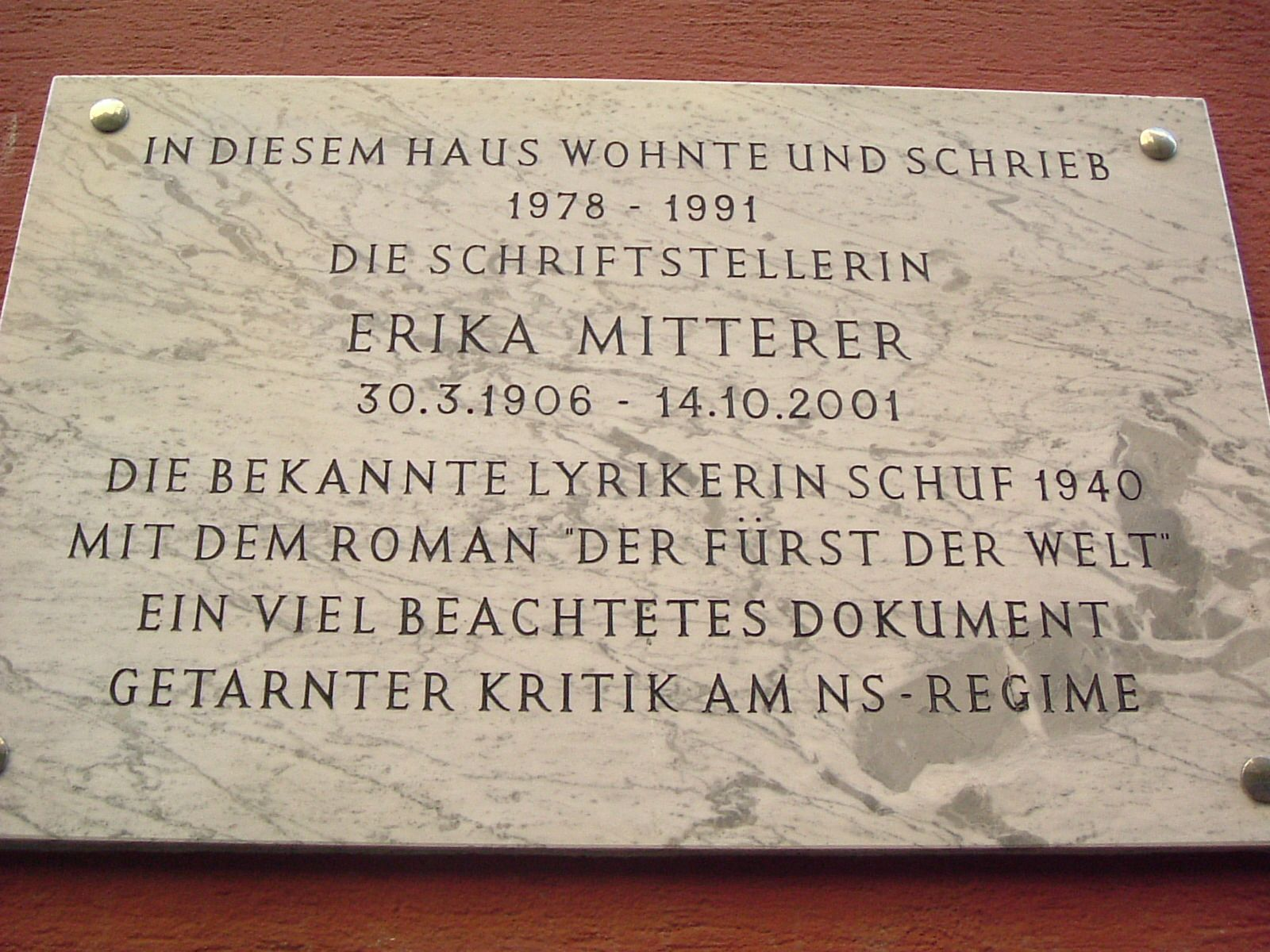
Die Gedenktafel für Erika Mitterer in Wien 4., Rainergasse 3, wo sie 1978 bis 1991 wohnte

## Freunde und Kollegen
Als berühmteste ihrer Freundschaften ist wohl jene zu Rainer Maria Rilke zu nennen, dem sie ab Mai 1924 regelmäßig Briefgedichte schrieb, die er leidenschaftlich beantwortete. Die als Briefwechsel in Gedichten mit Erika Mitterer 1924–1926 (1950) herausgegebenen Briefe gelten als eines ihrer populärsten Werke. Bereits als Schülerin, so erzählte die Autorin in einem Fernsehbeitrag im ORF (1980), begann sie sich für Rainer Maria Rilke und dessen Gedichte zu interessieren:
„Moderne Literatur, die Russen, aber auch Ibsen, Hauptmann, Dehmel, Liliencron, Hofmannsthal, George – das las man zuhause, in der vielen freien Zeit, die wir damals noch hatten. Und auch Rainer Maria Rilke, von meinem sechzehnten Lebensjahr an besonders Rilke …“
(Aus: Selbstportrait, ORF, 1980, zitiert aus: Österreichische Gesellschaft für Literatur/Martin Petrowsky (Hrsg.): Erika Mitterer. Eine Dichterin – ein Jahrhundert, Edition Doppelpunkt, Wien 2002)
Ihren ersten Brief an Rainer Maria Rilke verfasste Erika Mitterer am 31. Mai 1924 im Alter von 18 Jahren. Sie empfand Rilkes Sonette an Orpheus als „persönliche Botschaft“, auf die sie ihm mit zwei eigenen Gedichten „antwortete“. Sie schrieb unter anderem:
„Versteh: bis heut warst Du nicht in der Zeit, / und nie und durch nichts zu erkunden. / Ich wünschte, Du wärest Vergangenheit, / durch nichts und mit niemand verbunden … // Doch da Du bist, jetzt im Leben verfußt, / gönn mir ein Lächeln, ein kleines, / lenzhaft sich freuendes, wenn Du ruhst / im herbstlichen Schatten des Haines …“
(Aus: Rainer Maria Rilke: Briefwechsel in Gedichten mit Erika Mitterer 1824–1926. Insel Verlag, Wiesbaden 1950, S. 5 f.)
Einige Tage später erhielt sie den Antwortbrief Rilkes. Erika Mitterer erinnerte sich:
„Als ich nach zehn Tagen aus dem Kochkurs heimkam, lag der Antwort-Brief da: ein blaues Kuvert mit der schönen klaren Schrift und dem Siegel-Wappen; ein eingeschriebener Brief…“
(Meyer Jochen: „Dank des Lebens“. Erika Mitterers Briefwechsel in Gedichten mit Rainer Maria Rilke, In: Österreichische Gesellschaft für Literatur/Martin Petrowsky (Hrsg.): Erika Mitterer. Eine Dichterin – ein Jahrhundert, Edition Doppelpunkt, Wien 2002, S. 88)
In Rilkes Antwortgedichten klangen bereits im Sommer des Jahres 1924 Einladungen nach Muzot an, die Erika Mitterer erst im Winter des folgenden Jahres annahm, als sie erfuhr, dass der verehrte Dichter an einer unheilbaren Krankheit litt (Leukämie). Als sie von Rilkes Tod am 29. Dezember 1926 hörte, war sie tief betroffen und machte sich einige Tage später mit ihrer Mutter ein zweites Mal auf den Weg nach Muzot.
Auch Stefan Zweig, den Erika Mitterer 1927 kennen gelernt hatte, zeigte sich von ihren Werken begeistert. Dem Schriftsteller Felix Braun gegenüber, mit dem sie schließlich eine tiefe Freundschaft verband, bezeichnete Zweig die junge Frau als eine „große Dichterin“. Zweig regte den Kontakt mit anderen namhaften Literaten an und förderte die Veröffentlichung ihres ersten Gedichtbandes (Dank des Lebens, 1930).
Ein besonderes Freundschafts- und Vertrauensverhältnis verband Erika Mitterer auch mit vielen anderen Schriftstellern wie Alexander von Bernus, Imma von Bodmershof, Marianne Bruns, Robert Braun, Hans Carossa, Michael Guttenbrunner, Theodor Kramer, Hans Leifhelm, Paula von Preradović, Ernst Scheibelreiter, Ina Seidel und der Tänzerin Grete Wiesenthal. Die im Deutschen Literaturarchiv Marbach aufbewahrte Korrespondenz bezeugt einen regen, fruchtbaren und oft durch Jahrzehnte währenden Gedankenaustausch.

## Leseproben und Zitate der Autorin

### Autobiographisches
Erika Mitterer über den Beginn ihrer schriftstellerischen Tätigkeit in der Fernsehsendung „Selbstportrait“, ORF 1980:
„… Schon als Kind habe ich zu schreiben begonnen. Ich erinnere mich noch an einige Gedichte in den Volksschul-Lesebüchern, die ich las, bis ich sie auswendig konnte, auch wenn wir sie nicht ‚auf hatten‘, und einmal dachte ich plötzlich: vielleicht kann ich das auch? Und da hab ich’s eben probiert.“
„Im Freundeskreis meiner Eltern fanden sich Menschen, die mich ermutigten, aber auch auf Fehler hinwiesen. Einer war ein Freund von Anton Wildgans. Er las dessen Gedichte wunderschön vor, ich liebte sie, bevor ich sie verstand und nachher erst recht, und manche liebe ich noch heute.“
„Glühend verehrte ich meine Deutschlehrerin – die Klassiker waren uns nichts Fernes, keine Pflichtlektüre, sondern tägliche Freude und Erhebung.“
(Aus: Selbstportrait, ORF, 1980, zitiert aus: Österreichische Gesellschaft für Literatur/Martin Petrowsky (Hrsg.): Erika Mitterer. Eine Dichterin – ein Jahrhundert, Edition Doppelpunkt, Wien 2002)

### Lyrisches Werk
„Warnungen
‚Tu dir nur weh!‘
sagte man dem Kind,
das zu hoch kletterte,
zu weit sprang.
Es ließ davon ab,
Tränen der Wut in den Augen.
‚Das kann nur schlecht ausgehn!‘
les ich, gealtert,
in den Mienen der Freunde.
Gewiß!
Alles, was überhaupt Wert hat im Leben,
könnte schlecht ausgehn, und meistens
geht es schlecht aus.
Und hat sich dennoch gelohnt.
Was ohne Gefahr ist,
ödet mich an!“
(Aus: Petrowsky, Martin G. / Sela, Petra (Hrsg.): Erika Mitterer, Das gesamte lyrische Werk, 3 Bände, Ed. Doppelpunkt, Wien, 2001)

## Erika Mitterer Gesellschaft

### Geschichte
Die von Martin Petrowsky nach dem Tode seiner Mutter am 8. August 2002 gegründete Erika Mitterer Gesellschaft hat es sich zur Aufgabe gemacht, an die Autorin und ihr Werk zu erinnern, da Erika Mitterer damals nahezu in Vergessenheit geraten war. Geschäftsführer ist seitdem Martin G. Petrowsky, Sohn und Nachlassverwalter von Erika Mitterer. Präsident ist seit 2023 Wynfrid Kriegleder, Nachfolger von Heinz Schuster (2013–2023), Unternehmer und unter anderem Prokurist bei Mobil Oil Austria. Die erste Präsidentin der Gesellschaft war Eva Marginter, Kulturjournalistin beim ORF der erste Vizepräsident war der Germanist Wendelin Schmidt-Dengler. Gefördert wird der Verein durch das Bundeskanzleramt, die Abteilung „Kultur und Wissenschaft“ des Landes Niederösterreich sowie durch die Stadt Wien, Bereich Wissenschaft und Forschungsförderung.

### Aktivitäten
Im Jahr 2004 fand in Zusammenarbeit zwischen der Erika Mitterer Gesellschaft und dem Stadtmuseum Klosterneuburg eine als internationale Wanderausstellung konzipierte Ausstellung zu Leben und Werk der Dichterin Erika Mitterer statt.
In seiner Eigenschaft als Nachlassverwalter und Leiter der Erika-Mitterer-Gesellschaft initiierte Martin Petrowsky 2007 die Übersetzung des Mitterer-Romans Alle unsere Spiele ins Rumänische.durch Maria Sass, Leiterin des Germanistik-Lehrstuhls Lucian-Blaga-Universität. Ebenso wurde unter  dem Titel Das Sichere / Certitudine eine zweisprächig verfasste Ausgabe mit einer Auswahl religiöser Gedichte Mitterers herausgegeben. Dies wird von Laura Balomiri als wichtigster Beitrag innerhalb eines relativ breit angelegten Projekts gewertet, durch den die Erika-Mitterer-Gesellschaft in Zusammenarbeit mit weiteren relevanten Akteuren (Österreich-Zentrum Sibiu/Hermannstadt, Universität Lucian Blaga, Universität Stefan cel Mare und weiteren) dem rumänischen Publikum erste Einblicke in das Leben, Werk und Persönlichkeit Mitterers vermitteln konnte. Als Teil des Projekts wurde eine Kulturreise von Vereinsmitgliedern durch Rumänien unternommen. Hierbei wurde bei Veranstaltungen zu Erika Mitterers Werk, die unter dem Motto „Schreiben über Diktatur“ standen, insbesondere auf die besonderen Rezeptionsvoraussetzungen des Romans in Rumänien eingegangen und die gemeinsame Erfahrung der Diktatur in den Vordergrund gestellt.
Anlässlich des 100. Geburtstages von Erika Mitterer lud Nationalratspräsident Andreas Khol gemeinsam mit der Österreichischen Gesellschaft für Literatur und der Erika Mitterer Gesellschaft zu einer Gedenkveranstaltung mit Lesungen der Autorin ins Hohe Haus. Unter den Teilnehmern befand sich auch die Präsidentin des Bundesrates, Sissy Roth-Halvax. Diese Veranstaltung bildete  den Auftakt zu einer dreitägigen international besetzten Tagung mit dem Motto: „Das 'Jahrhundert der Ideologien' im Spiegel der österreichischen Literatur“, die von der  Erika Mitterer Gesellschaft und der Österreichischen Gesellschaft für Literatur veranstaltet wurde.
In Kooperation mit dem Stefan-Zweig-Zentrum und des FB Germanistik der Universität Salzburg wurde 2022 eine internationale Tagung unter dem Motto „Hände weg von der Politik!“ – Stefan Zweig, Erika Mitterer und das literarische Leben in Österreich vor 1938 – veranstaltet.
Reflektiert wurden insbesondere Beziehungen Zweigs zu Autorinnen und Autoren der so genannten Inneren Migration und solchen, die sich mit dem Nationalsozialismus gemein gemacht haben. Auf die Schlüsselrolle Mitterers in dieser Konstellation wurde besonderes Augenmerk gelegt.

### Der literarische Zaunkönig
Das offizielle Organ der Erika  Mitterer Gesellschaft ist Der literarische Zaunkönig, dessen Name an ein Gedicht Erika Mitteres zu einem Zaunkönig erinnert („Ich piepse nur, bin scheu und unscheinbar“). Die Zeitschrift wird dreimal jährlich herausgegeben. Die erste Ausgabe erschien im Jahr 2003. Dies war vor allem Wendelin Schmidt-Dengler zu verdanken, der sich für die Gründung einer neuartigen Zeitschrift engagierte, die als Informationsquelle für Literaturfreunde und gleichzeitig als wissenschaftliches Diskussionsforum konzipiert sein sollte. Das Amt des Schriftleiters nimmt Martin G. Petrowsky wahr.
Der literarische Zaunkönig informiert Mitglieder und Freunde über Ereignisse und Erkenntnisse im Sinne der Vereinsziele. Darüber hinauis soll er eine Plattform bereitstellen, auf der wissenschaftliche Diskussion und Austausch von Wissen stattfindet. Dies erfolgt beispielsweise durch die Veröffentlichung literarischer Texte, mit besonderem Augenmerk auf Lyrik, Stellungnahmen zu aktuellen Kontroversen, wie die Debatte zur Atomenergie, negative Folgen der Privatisierung von mit Grundversorgung befassten Einrichtungen.sowie als Informationsfundus und Impulsgeber zur Beschäftigung mit der Kultur Österreichs im Ausland. Die Zeitschrift wird in internationalen wissenschaftlichen Bibliotheken geführt, so u.a. an der Washington University in St. Louis, der University of Ljubljana, Faculty of Arts / Central Humanities Library und University of Alabama Libraries.

### Verlag Edition Doppelpunkt in der Erika Mitterer Gesellschaft
Im Jahr 2007 wurde die Verlagsmarke „EDITION DOPPELPUNKT“, von der Gründerin Petra Sela übernommen. Dort veröffentlichte Bücher von Erika Mitterer sowie einige Bücher anderer Autoren werden nun über die Erika Mitterer Gesellschaft bereitgestellt und unter Verlag Edition Doppelpunkt in der Erika Mitterer Gesellschaft herausgegeben. Insgesamt sind im Verlag Edition Doppelpunkt der Erika Mitterer Gesellschaft 15 Publikationen erschienen, darunter ein Hörbuch. Autoren sind außer Erika Mitterer unter anderem Petra Sela, Hisaki Hashi, Brigitte Meissel, Manfred Hrubant oder Peter Ebner.

## Weiterführende Literatur
- Martin Petrowsky (Hrsg.): Erika Mitterer. Eine Dichterin – ein Jahrhundert. Edition Doppelpunkt, Wien 2002, ISBN 3-85273-136-4 (Tagungsband zum in der Österreichischen Gesellschaft für Literatur im September 2001 abgehaltenen Symposion).
- Esther Dür: Erika Mitterer und das Dritte Reich. Schreiben zwischen Protest, Anpassung und Vergessen. Praesens-Verlag, Wien 2006, ISBN 3-7069-0351-2 (zugl. Dissertation, Universität Wien 2005).
- Catherine Hutter: Erika Mitterer. In: James Hadin (Hrsg.): Austrian Fiction Writers After 1914 (Dictionary of Literary Biography; Bd. 85). Gale Research, Detroit, Mich. 1989, ISBN 0-8103-4563-3, S. 252 ff.
- Martin G. Petrowsky (Hrsg.): Dichtung im Schatten der großen Krisen. Erika Mitterers Werk im literaturhistorischen Kontext. Praesens-Verlag, Wien 2006, ISBN 978-3-7069-0352-3.